# Juan Carlos Vidal
Juan Carlos Vidal Cruz (Bilbao, 25 settembre 1954) è un ex calciatore spagnolo.

## Carriera
Cresciuto nella cantera dell'Athletic Bilbao, esordisce con il Bilbao Athletic nella stagione 1971-1972. L'anno successivo dopo viene "promosso" alla prima squadra, debuttando in Primera División spagnola il 3 dicembre 1972 nella partita Real Betis-Athletic (1-1). Milita quindi per cinque stagioni con i rojiblancos, al termine delle quali viene ceduto all'Hercules, con cui disputa altri tre anni nel massimo campionato spagnolo e conclude la carriera nel 1982.

## Palmarès

### Club

#### Competizioni nazionali
- Coppa di Spagna: 1

Athletic Club: 1972-1973